# Stalać
Stalać (cyr. Сталаћ) – wieś w Serbii, w okręgu rasińskim, w gminie Ćićevac. W 2011 roku liczyła 1563 mieszkańców.